# Die Wilby-Verschwörung
Die Wilby Verschwörung (Originaltitel: The Wilby Conspiracy) ist ein britisches Filmdrama von Ralph Nelson. Es basiert auf dem gleichnamigen Roman von Peter Driscoll. Die Hauptrollen spielen Michael Caine und Sidney Poitier.

## Handlung
Südafrika während der Zeit der Apartheid: In Kapstadt wird der politische Gefangene Shack Twala nach zehnjähriger Haftstrafe scheinbar auf erfolgreiches Betreiben seiner Anwältin Rina Van Niekirk freigelassen. Wenige Augenblicke nach der Entlassung versucht die Polizei, Shack wieder zu verhaften. Shack und Rina können mit der Hilfe des befreundeten britischen Ingenieurs Jim Keogh flüchten. Shack und Jim müssen nun aus Südafrika fliehen, jedoch besteht Jim darauf, die Route über das 900 Meilen entfernte Johannesburg zu nehmen.
Die beiden Flüchtigen werden von Major Horn, einem Beamten der Staatssicherheit, verfolgt. Horn tötet einen Weißen, der den beiden geholfen hat und folgt weiterhin der Spur der Flüchtigen. Jim erfährt, dass Shack der stellvertretende Vorsitzende der Bürgerrechtsorganisation „Black Congress“ ist, die sich für die Abschaffung der Apartheid einsetzt. Sie erreichen schließlich Johannesburg, und Shack sucht dort den Zahnarzt Mukarjee auf, dem er vor seiner Inhaftierung eine große Menge Rohdiamanten zur Aufbewahrung anvertraut hatte. Er nimmt die Diamanten wieder an sich, da er sie zur Finanzierung der Aktivitäten von „Black Congress“ benötigt.
Wie vereinbart treffen sich Shack und Jim in Johannesburg auch wieder mit Rina. Sie nötigt ihren von ihr getrennt lebenden Ehemann Blane, alle über die Grenze nach Botswana zu fliegen. Sie kommen wohlbehalten dort an und werden von Wilby, dem Vorsitzenden von „Black Congress“, willkommen geheißen. Aber auch Horn trifft ein, fest entschlossen, Wilby mit nach Südafrika zu nehmen, um ihm dort den Prozess zu machen. Horn eröffnet Jim und Shack, dass die Haftentlassung nur vorgetäuscht war und er beiden die Flucht ermöglicht hat, damit sie ihn zu Wilby führen. Mitglieder von „Black Congress“ können jedoch Horns Plan vereiteln und töten seine Männer. Jim wird klar, dass Horn nicht aufhören wird sie zu verfolgen, was Horn bestätigt und darüber prahlt. Da er selbst nicht mehr unparteiisch ist, tötet er daraufhin Horn. Es stellt sich heraus, dass es sich bei den Diamanten um Fälschungen handelt.

## Kritiken
„Harte Anklage der südafrikanischen Rassenpolitik im Gewand eines Abenteuerfilms.“

„Zu Beginn des Films, als die Ursachen für die Flucht und Verfolgung dargestellt werden, die den größten Teil der Handlung ausmachen, scheint es, dass Die Wilby Verschwörung sich selbst ernst nehmen wird und einer der ersten amerikanischen Spielfilme werden könnte, der sich eindeutig gegen die Apartheid positioniert. Er nimmt sich auch tatsächlich ernst, an den Stellen, an denen es die Handlung verlangt, aber nie zu bedeutungsschwanger, denn Die Wilby Verschwörung ist letztendlich eine gute konventionelle Verfolgungsjagd im neuen Gewand und eine Abkehr von den üblichen Rassenklischees. Das Beste an diesem Film, der überwiegend in Kenia gedreht wurde, sind jedoch die Leistungen seiner Darsteller, cool und selbstbewusst, im Stile von Fernsehstars, die es lieben, vor einer treuen Fangemeinde zu spielen.“

„Die Wilby Verschwörung ist ein gutes actionreiches Melodram über die Apartheid in Südafrika. Der Film wurde in Kenia gedreht. Die Darsteller Sidney Poitier und Michael Caine werden unermüdlich von Nicol Williamson verfolgt, der großartig ist in der Rolle des kalten, beharrlichen und brutalen Polizisten.“

## Synchronisation
Es sind in der deutschsprachigen Fassung u. a. folgende Schauspieler besetzt: Jürgen Thormann für Caine, Michael Chevalier für Poitier, Joachim Kemmer für Hauer, Klaus Miedel für Williamson und Brigitte Grothum für Gee.